# Gunnar Nordström (fysiker)
Gunnar Nordström, född den 12 mars 1881, död den 24 december 1923, var en finlandssvensk teoretisk fysiker. Han blev känd för sin gravitationsteori, som var ett tidigt alternativ till den allmänna relativitetsteorin, och för den så kallade Reissner–Nordström-metriken. Den senare är en lösning av Einsteins fältekvationer i den allmänna relativitetsteorin som beskriver ett elektriskt laddat, icke roterande svart hål. Nordström har kallats "Finlands Einstein".

## Biografi
Nordström tillhörde en gammal borgarfamilj. Han var son till Alina Sofia Hirn och Ernst Samuel Nordström. Fadern var rektor vid Centralskolan för konstflit samt ekonomiansvarig vid Ateneum. Nordström hade åtminstone en bror, Åke Nordström.

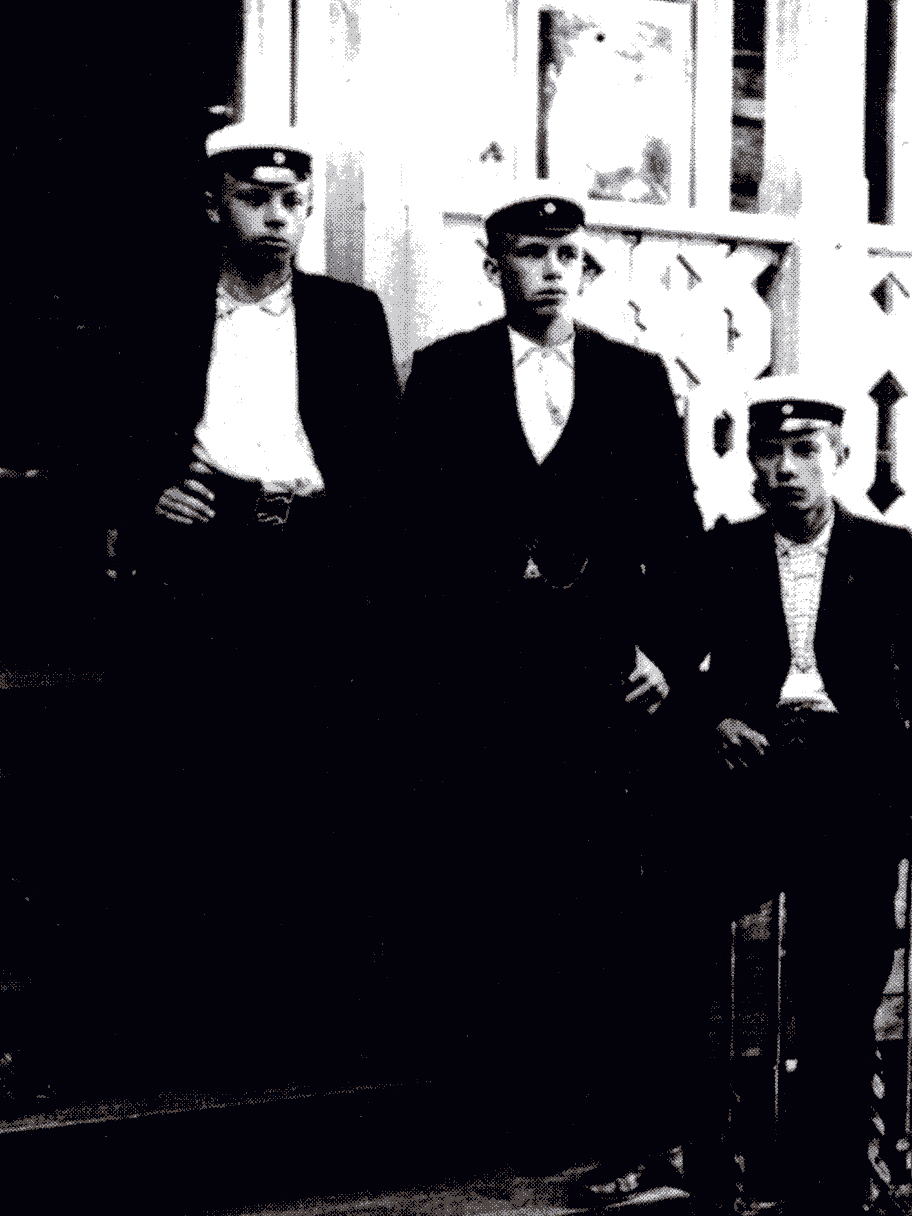
Gunnar Nordström, Åke Nordström och okänd.

Gunnar Nordström blev student från Läroverket för gossar och flickor år 1899 och utexaminerades som maskiningenjör från Polytekniska institutet 1903. Han blev filosofie doktor 1910, docent i teoretisk fysik vid universitetet samma år samt professor 1918 i fysik och 1920 i mekanik vid Tekniska högskolan i Helsingfors. Nordström studerade vid flera utländska universitet, bland annat 1916-19 (som 
Eosenbergsk stipendiat) i Leiden under Paul Ehrenfest. 
Hans vetenskapliga forskning rörde sig huvudsakligen inom fysikens teoretiska partier. Genom sin licentiatavhandling, Die Energiegleichung für das elektromagnetische Feld bewegter Körper (1909), dokumenterade sig Nordström som en självständig och skarpsinnig forskare på de moderna elektricitetsteoriernas abstrakta område. Inom detta faller även ett par mindre uppsatser samt läroboken Teorien för elektriciteten (I, 1917), där elektricitetslärans teoretiska del behandlas enligt en ny och originell metod, vid vilken de Maxwellska elektro-dynamiska grundekvationerna bildar utgångspunkten. 
Nordströms egentliga livsverk var dock inom relativitetsteoriernas och gravitationsteoriernas område. Han var med om teoriernas utveckling från deras uppkomst, gjorde mycket viktiga inlägg och vann ett europeiskt namn. Av hans inemot 20 hithörande arbeten kan nämnas:
- Relativitätsprinzip und Gravitation (i "Physikalische Zeitschrift", 1912), som innehåller Nordströms första gravitationsteori,
- Träge und schwere Masse in der Relativitätsmechanik (i "Annalen der Physik", 1913), som ger rörelseekvationerna för materiella punkter i ett statiskt fält,
- Zur Theorie der Gravitation vom Standpunkte des Relativitätsprinzips (ibidem, samma år), som innehåller Nordströms andra gravitationsteori,
- Über die Möglichkeit, das elektromagnetische Feld und das Gravitationsfeld zu vereinigen (i "Physikalische Zeitschrift", 1914), samt Zur Elektrizitäts- und Gravitationstheorie (i "Öfversikt af Finska Vetenskaps-Societetens förhandlingar", 1914), i vilka båda arbeten han genom "en femdimensional världsutvidgning" söker sammanfatta grundekvationerna inom elektrodynamiken och gravitationsteorin,
- Über eine mögliche Theorie der Materie (ibidem, samma år), i vilken jämte senast nämnda uppsats framställes en teori för materien och elektronen,
- samt slutligen som krona på verket uppsatsen Über das Prinzip von Hamilton für materielie Körper in der allgemeinen Relativitätstheorie (i "Commentationes Physico-Mathematicae Societas Scientiarum Fennica", 1923).

Nordström författade även läroboken Grunderna av den tekniska termodynamiken (1922). Han var gift med Cornelia van Leeuwen från och med år 1917.